# Chowu-Aksy
Chowu-Aksy (russisch und tuwinisch Хову́-Аксы́) ist ein Dorf (selo) in der Republik Tuwa in Russland mit 3672 Einwohnern (Stand 14. Oktober 2010).

## Geographie
Der Ort liegt gut 80 km Luftlinie südwestlich der Republikhauptstadt Kysyl im nördlichen Teil des Östlichen Tannu-ola-Gebirges. Er befindet sich am linken Ufer des linken Jenissei-Nebenflusses Elegest.
Chowu-Aksy ist Verwaltungszentrum des Koschuuns (Rajons) Tschedi-Cholski sowie Sitz und einzige Ortschaft der Landgemeinde (selskoje posselenije) Chowu-Aksy.

## Geschichte
Etwa 3 km nördlich des tuwinischen Dorfes Sailyg wurde in den 1950er-Jahren mit der Erschließung eines Cobalterzvorkommens begonnen. Zwei Kilometer nordöstlich entstand eine neue Wohnsiedlung, und 1956 erhielt diese, mit dem Dorf Sailyg vereinigt, als Chowu-Aksy den Status einer Siedlung städtischen Typs. 1970 gingen das Bergwerk und eine Erzaufbereitungsfabrik unter dem Namen Tuwakobalt in Betrieb.
Zu Beginn des Zerfalls der Sowjetunion war Chowu-Aksy im Mai und Juni 1990 Brennpunkt ethnischer Spannungen zwischen Tuwinern und Russen, von denen in Folge viele den Ort verließen. 1991 wurde der Bergbau eingestellt.
Nachdem Chowu-Aksy zuvor zum Tandinski koschuun mit Sitz im gut 50 km östlich gelegenen Dorf Bai-Chaak gehört hatte, wurde es 1993 Verwaltungssitz eines neuen, aus diesem ausgegliederten Koschuuns. Zugleich wurde auch das Dorf Sailyg wieder eigenständig und Sitz eines Sumons. Seit 2005 hat auch Chowu-Aksy den Status eines Dorfes und Sitzes einer Sumonverwaltung.

### Bevölkerungsentwicklung
| Jahr | Einwohner |
| ---- | --------- |
| 1959 | 2900      |
| 1970 | 4632      |
| 1979 | 5413      |
| 1989 | 5925      |
| 2002 | 3706      |
| 2010 | 3672      |

Anmerkung: Volkszählungsdaten

## Verkehr
Nach Chowu-Aksy führt die Regionalstraße 93N-05, die etwa 50 km nördlich von der 93K-02 Kysyl – Ak-Dowurak (Teil der früheren A162) abzweigt. Zwischen Chowu-Aksy. Sailyg und dem früheren Bergwerg befand sich ein kleiner Flugplatz (ICAO-Code UNYH), der seit den 1990er-Jahren außer Betrieb ist.